# Андорит
Андори́т — минерал, сульфоантимонит свинца и серебра, химическая формула — PbAgSb3S6.
Цвет тёмно-серый (до чёрного). Блеск металлический. Непрозрачный. Редкий. Назван в честь венгерского минералога-любителя Андора фон Семсея (1833—1923)